# Параибуна/Парайтинга (микрорегион)

Параибуна/Парайтинга на карте.

Параибуна/Парайтинга (порт. Microrregião de Paraibuna/Paraitinga) — микрорегион в Бразилии, входит в штат Сан-Паулу. Составная часть мезорегиона Вали-ду-Параиба-Паулиста. 
Население составляет 	70 392	 человека (на 2010 год). Площадь — 	4 416,839	 км². Плотность населения — 	15,94	 чел./км².

## Демография
Согласно сведениям, собранным в ходе переписи 2010 г. Национальным институтом географии и статистики (IBGE), население микрорегиона составляет:						
| Полное население                             | Полное население                             | Полное население                             | Полное население                             | 70 392 |
| -------------------------------------------- | -------------------------------------------- | -------------------------------------------- | -------------------------------------------- | ------ |
| в том числе:                                 | Городское население                          | 34 289                                       | Процент городского населения, %              | 48,71  |
|                                              | Сельское население                           | 36 103                                       | Процент сельского населения, %               | 51,29  |
|                                              | Мужское население                            | 36 070                                       | Процент мужского населения, %                | 51,24  |
|                                              | Женское население                            | 34 322                                       | Процент женского населения, %                | 48,76  |
| Плотность населения, чел/км²                 | Плотность населения, чел/км²                 | Плотность населения, чел/км²                 | Плотность населения, чел/км²                 | 15,94  |
| Население микрорегиона в % к населению штата | Население микрорегиона в % к населению штата | Население микрорегиона в % к населению штата | Население микрорегиона в % к населению штата | 0,17   |

## Статистика
- Валовой внутренний продукт на 2003 составляет 376 181 883,00 реалов (данные: Бразильский институт географии и статистики).
- Валовой внутренний продукт на душу населения на 2003 составляет 5270,24 реалов (данные: Бразильский институт географии и статистики).
- Индекс развития человеческого потенциала на 2000 составляет 0,750 (данные: Программа развития ООН).

## Состав микрорегиона
В составе микрорегиона включены следующие муниципалитеты:
1. Кунья
2. Жамбейру
3. Лагоинья
4. Нативидади-да-Серра
5. Парайбуна
6. Реденсан-да-Серра
7. Сан-Луис-ду-Парайтинга